# Marian Kotleba (basketbalista)
Marian Kotleba (* 2. ledna 1952 Bratislava) je bývalý československý basketbalista, účastník Mistrovství světa 1978.
V československé basketbalové lize hrál v letech 1972-1983 za kluby Inter Bratislava, Dukla Olomouc a BC Prievidza, celkem odehrál 11 sezón. Byl dvakrát mistrem Československa (1979, 1980), vicemistrem (1981) a na třetím místě v roce 1977. Je na 50. místě tabulky střelců československé ligy s celkovým počtem 3684 bodů.
Hrál v 5 ročnících evropských klubových pohárů v basketbale. S týmem Dukla Olomouc v Poháru evropských mistrů 1973-74 s účastí v osmifinále. S týmem Inter Bratislava hrál čtyři ročníky, v Poháru evropských mistrů dvakrát s účastí ve čtvrtfinálové skupině (1979-80, 1980-81) a dva ročníky Koračova poháru (1977-78, 1978-79) rovněž s účastí ve čtvrtfinálové skupině. 
Za reprezentační družstvo Československa v letech 1973-1979 odehrál 96 zápasů. Hrál na Mistrovství světa 1978 v Manile, Filipíny (9. místo). Dále hrál na Akademickém mistrovství v roce 1973 (Sofie, Bulharsko).
V roce 1972 byl oceněn jako nejlepší basketbalista Slovenska.

## Sportovní kariéra

### Hráč klubů
- Slovan Bratislava - mistr Československa v dorostu (1970)
- 1971-1973 Inter Bratislava - 8. místo (1973), vítěz Slovenské ligy (1972)
- 1973-1974 Dukla Olomouc - 3. místo (1974)
- 1975-1981 Inter Bratislava - 2x mistr Československa (1979, 1980), vicemistr (1981), 3. místo (1977), 2x 4. místo (1976, 1978)
- 1981-1983 BC Prievidza - 7. místo (1982), 10. místo (1983)
- V československé basketbalové lize celkem 11 sezón (1972-1983), 3684 bodů (50. místo) a 4 medailová umístění.
  - 2x mistr Československa (1979, 1980), 1x vicemistr (1981), 3. místo (1974)
- 1983-1985, 1987-1990 Matador Bratislava
- 1985-1987 TG Hanau, Německo (2. Bundesliga Jih)

### Evropské poháry klubů
- Dukla Olomouc
  - Pohár evropských mistrů - 1973-74 (osmifinále)
- Inter Bratislava
  - Pohár evropských mistrů - 2 ročníky (čtvrtfinálová skupina) 1979-80, 1980-81
  - FIBA Pohár Korač - 2 ročníky (čtvrtfinálová skupina) 1977-78, 1978-79
- Celkem 5 ročníků FIBA Evropských pohárů klubů, 4x účast ve čtvrtfinálové skupině a 1x v osmifinále.

### Československo
- Za reprezentační družstvo Československa v letech 1973-1979 hrál celkem 96 zápasů
- Mistrovství světa 1978 Manila, Filipíny (45 bodů /5 zápasů) 9. místo